# Bedruckstoff
Bedruckstoff, Druckträger oder Substrat ist das Material, das in verschiedenen Druckverfahren bedruckt werden kann, also alles, was in den bekannten technischen Verfahren zu bedrucken ist. Der Begriff ist analog zum Begriff Beschreibstoff beim manuellen Schreiben.
Beispiele sind Papier, Karton, Folie, Blech, Textilien (Fotoleinwand), Glas, Keramik, Haut und vieles andere.
Die Wahl des Druckverfahrens ist abhängig von dem entsprechenden Material. Dabei ist die Beschaffenheit des Bedruckstoffes ebenso wichtig wie seine Form.
- Im Hochdruckverfahren, der modernen Form des Buchdrucks, wird hauptsächlich Papier bedruckt, zum Beispiel zur Herstellung von Büchern. Heute wird der Hochdruck meist im künstlerischen Bereich eingesetzt, zum Beispiel beim Holzschnitt.
- Im Flexodruck können unterschiedliche Gegenstände und Materialien bedruckt werden, zum Beispiel Tragetaschen, Plastiktüten, Beutel, Säcke, Getränkeverpackungen, Versandkartons, Tapeten, Formulardrucke, Servietten und Etiketten.
- Im Tiefdruckverfahren werden aufgrund ihrer hohen Auflage vor allem Zeitschriften und Versandhauskataloge hergestellt, das heißt Papier bedruckt.
- Im Offsetdruck werden Magazine, Tageszeitungen und Kataloge gedruckt.
- Der Siebdruck bietet die Möglichkeit, Materialien wie Textilien und Folien sowie flache, runde oder gewölbte Gegenstände und Materialien zu bedrucken, zum Beispiel Gläser, Keramik, Metall oder Kunststoff.

Je nach Auflagenhöhe und Beschaffenheit wird der Bedruckstoff mittels Bogendruck- oder Rollendruckmaschinen bedruckt.